# Liste der Gesamtersten im NFL Draft

Das Logo des 2010 Draft

Die Liste der Gesamtersten im NFL Draft stellt alle Spieler dar, die von 1936 bis heute in der American-Football-Liga National Football League (NFL) im NFL Draft als erste Spieler ausgewählt wurden.
- Jahr – Beinhaltet das Jahr des Drafts mit Verlinkung zu der jeweiligen NFL-Saison.
- Spieler – Beinhaltet den Namen des Gedrafteten in der Form Vorname Nachname.
- Position – Beinhaltet die Position des Spielers auf dem College beziehungsweise der Universität.
- College – Beinhaltet das College beziehungsweise die Universität des Spielers.
- Team – Beinhaltet die Mannschaft, die den Spieler gedraftet hat.
- bis – Beinhaltet das Jahr des Ausstiegs aus dem aktiven Spielbetrieb der NFL.
- Anmerkungen – Beinhaltet Anmerkungen über die erste Saison des Spielers.

- Grau hervorgehoben – Der Spieler wurde in die Pro Football Hall of Fame aufgenommen.

Anmerkung: Die Liste ist sortierbar: durch Anklicken eines Spaltenkopfes wird die Liste nach dieser Spalte sortiert, zweimaliges Anklicken kehrt die Sortierung um. Durch das Anklicken zweier Spalten hintereinander lässt sich jede gewünschte Kombination erzielen.
| Jahr | Spieler             | Position          | College          | Team                 | bis   | Anmerkungen                                                                 |
| ---- | ------------------- | ----------------- | ---------------- | -------------------- | ----- | --------------------------------------------------------------------------- |
| 1936 | Jay Berwanger       | Runningback       | Chicago          | Philadelphia Eagles  | 1936  | Berwanger spielte nie in der NFL                                            |
| 1937 | Sam Francis         | Runningback       | Nebraska         | Philadelphia Eagles  | 1940  |                                                                             |
| 1938 | Corbett Davis       | Runningback       | Indiana          | Cleveland Rams       | 1942  |                                                                             |
| 1939 | Ki Aldrich          | Center            | TCU              | Chicago Cardinals    | 1947  |                                                                             |
| 1940 | George Cafego       | Runningback       | Tennessee        | Chicago Cardinals    | 1945  |                                                                             |
| 1941 | Tom Harmon          | Runningback       | Michigan         | Chicago Bears        | 1947  |                                                                             |
| 1942 | Bill Dudley         | Runningback       | Virginia         | Pittsburgh Steelers  | 1953  |                                                                             |
| 1943 | Frank Sinkwich      | Runningback       | Georgia          | Detroit Lions        | 1947  |                                                                             |
| 1944 | Angelo Bertelli     | Quarterback       | Notre Dame       | Boston Yanks         | 1948  |                                                                             |
| 1945 | Charley Trippi      | Runningback       | Georgia          | Chicago Cardinals    | 1955  |                                                                             |
| 1946 | Frank Dancewicz     | Quarterback       | Notre Dame       | Boston Yanks         | 1948  |                                                                             |
| 1947 | Bob Fenimore        | Runningback       | Oklahoma A&M     | Chicago Bears        | 1947  |                                                                             |
| 1948 | Harry Gilmer        | Quarterback       | Alabama          | Washington Redskins  | 1956  |                                                                             |
| 1949 | Chuck Bednarik      | Center/Linebacker | Penn             | Philadelphia Eagles  | 1962  |                                                                             |
| 1950 | Leon Hart           | End               | Notre Dame       | Detroit Lions        | 1957  |                                                                             |
| 1951 | Kyle Rote           | Runningback       | SMU              | New York Giants      | 1961  |                                                                             |
| 1952 | Bill Wade           | Quarterback       | Vanderbilt       | Los Angeles Rams     | 1966  |                                                                             |
| 1953 | Harry Babcock       | End               | Georgia          | San Francisco 49ers  | 1955  |                                                                             |
| 1954 | Bobby Garrett       | Quarterback       | Stanford         | Cleveland Browns     | 1954  |                                                                             |
| 1955 | George Shaw         | Quarterback       | Oregon           | Baltimore Colts      | 1962  |                                                                             |
| 1956 | Gary Glick          | Defensive Back    | Colorado A&M     | Pittsburgh Steelers  | 1963  |                                                                             |
| 1957 | Paul Hornung        | Runningback       | Notre Dame       | Green Bay Packers    | 1966  |                                                                             |
| 1958 | King Hill           | Quarterback       | Rice             | Chicago Cardinals    | 1969  |                                                                             |
| 1959 | Randy Duncan        | Quarterback       | Iowa             | Green Bay Packers    | 1961  |                                                                             |
| 1960 | Billy Cannon        | Runningback       | LSU              | Los Angeles Rams     | 1970  |                                                                             |
| 1961 | Tommy Mason         | Runningback       | Tulane           | Minnesota Vikings    | 1971  |                                                                             |
| 1962 | Ernie Davis         | Runningback       | Syracuse         | Washington Redskins  |       | spielte nie in der NFL, im Sommer 1962 wurde bei ihm Leukämie festgestellt. |
| 1963 | Terry Baker         | Quarterback       | Oregon State     | Los Angeles Rams     | 1965  |                                                                             |
| 1964 | Dave Parks          | End               | Texas Tech       | San Francisco 49ers  | 1973  |                                                                             |
| 1965 | Tucker Frederickson | Runningback       | Auburn           | New York Giants      | 1971  |                                                                             |
| 1966 | Tommy Nobis         | Linebacker        | Texas            | Atlanta Falcons      | 1976  |                                                                             |
| 1967 | Bubba Smith         | Defensive End     | Michigan State   | Baltimore Colts      | 1976  |                                                                             |
| 1968 | Ron Yary            | Offensive Tackle  | USC              | Minnesota Vikings    | 1982  |                                                                             |
| 1969 | O. J. Simpson       | Runningback       | USC              | Buffalo Bills        | 1979  |                                                                             |
| 1970 | Terry Bradshaw      | Quarterback       | Louisiana Tech   | Pittsburgh Steelers  | 1983  |                                                                             |
| 1971 | Jim Plunkett        | Quarterback       | Stanford         | New England Patriots | 1986  |                                                                             |
| 1972 | Walt Patulski       | Defensive Tackle  | Notre Dame       | Buffalo Bills        | 1977  |                                                                             |
| 1973 | John Matuszak       | Defensive End     | Tampa            | Houston Oilers       | 1981  |                                                                             |
| 1974 | Ed „Too Tall“ Jones | Defensive End     | Tennessee State  | Dallas Cowboys       | 1989  |                                                                             |
| 1975 | Steve Bartkowski    | Quarterback       | California       | Atlanta Falcons      | 1986  |                                                                             |
| 1976 | Lee Roy Selmon      | Defensive End     | Oklahoma         | Tampa Bay Buccaneers | 1984  |                                                                             |
| 1977 | Ricky Bell          | Runningback       | USC              | Tampa Bay Buccaneers | 1982  |                                                                             |
| 1978 | Earl Campbell       | Runningback       | Texas            | Houston Oilers       | 1985  | NFL Offensive Rookie of the Year                                            |
| 1979 | Tom Cousineau       | Linebacker        | Ohio State       | Buffalo Bills        | 1987  | ab 1982                                                                     |
| 1980 | Billy Sims          | Runningback       | Oklahoma         | Detroit Lions        | 1984  | NFL Offensive Rookie of the Year                                            |
| 1981 | George Rogers       | Runningback       | South Carolina   | New Orleans Saints   | 1987  | NFL Offensive Rookie of the Year                                            |
| 1982 | Kenneth Sims        | Defensive Tackle  | Texas            | New England Patriots | 1989  |                                                                             |
| 1983 | John Elway          | Quarterback       | Stanford         | Baltimore Colts      | 1998  |                                                                             |
| 1984 | Irving Fryar        | Wide Receiver     | Nebraska         | New England Patriots | 2000  |                                                                             |
| 1985 | Bruce Smith         | Defensive End     | Virginia Tech    | Buffalo Bills        | 2003  |                                                                             |
| 1986 | Bo Jackson          | Runningback       | Auburn           | Tampa Bay Buccaneers | 1990  | ab 1987                                                                     |
| 1987 | Vinny Testaverde    | Quarterback       | Miami (FL)       | Tampa Bay Buccaneers | 2007  |                                                                             |
| 1988 | Aundray Bruce       | Linebacker        | Auburn           | Atlanta Falcons      | 1998  |                                                                             |
| 1989 | Troy Aikman         | Quarterback       | UCLA             | Dallas Cowboys       | 2000  |                                                                             |
| 1990 | Jeff George         | Quarterback       | Illinois         | Indianapolis Colts   | 2006  |                                                                             |
| 1991 | Russell Maryland    | Defensive Tackle  | Miami (FL)       | Dallas Cowboys       | 2000  |                                                                             |
| 1992 | Steve Emtman        | Defensive Tackle  | Washington       | Indianapolis Colts   | 1997  |                                                                             |
| 1993 | Drew Bledsoe        | Quarterback       | Washington State | New England Patriots | 2006  |                                                                             |
| 1994 | Dan Wilkinson       | Defensive Tackle  | Ohio State       | Cincinnati Bengals   | 2006  |                                                                             |
| 1995 | Ki-Jana Carter      | Runningback       | Penn State       | Cincinnati Bengals   | 2004  |                                                                             |
| 1996 | Keyshawn Johnson    | Wide Receiver     | USC              | New York Jets        | 2006  |                                                                             |
| 1997 | Orlando Pace        | Offensive Tackle  | Ohio State       | St. Louis Rams       | 2009  |                                                                             |
| 1998 | Peyton Manning      | Quarterback       | Tennessee        | Indianapolis Colts   | 2016  |                                                                             |
| 1999 | Tim Couch           | Quarterback       | Kentucky         | Cleveland Browns     | 2007  |                                                                             |
| 2000 | Courtney Brown      | Defensive End     | Penn State       | Cleveland Browns     | 2006  |                                                                             |
| 2001 | Michael Vick        | Quarterback       | Virginia Tech    | Atlanta Falcons      | 2015  |                                                                             |
| 2002 | David Carr          | Quarterback       | Fresno State     | Houston Texans       | 2012  |                                                                             |
| 2003 | Carson Palmer       | Quarterback       | USC              | Cincinnati Bengals   | 2017  |                                                                             |
| 2004 | Eli Manning         | Quarterback       | Ole Miss         | San Diego Chargers   | 2019  |                                                                             |
| 2005 | Alex Smith          | Quarterback       | Utah             | San Francisco 49ers  | 2020  |                                                                             |
| 2006 | Mario Williams      | Defensive End     | NCSU             | Houston Texans       | 2016  |                                                                             |
| 2007 | JaMarcus Russell    | Quarterback       | LSU              | Oakland Raiders      | 2009  |                                                                             |
| 2008 | Jake Long           | Offensive Tackle  | Michigan         | Miami Dolphins       | 2016  |                                                                             |
| 2009 | Matthew Stafford    | Quarterback       | Georgia          | Detroit Lions        | aktiv |                                                                             |
| 2010 | Sam Bradford        | Quarterback       | Oklahoma         | St. Louis Rams       | 2018  | NFL Offensive Rookie of the Year                                            |
| 2011 | Cam Newton          | Quarterback       | Auburn           | Carolina Panthers    | 2021  | NFL Offensive Rookie of the Year                                            |
| 2012 | Andrew Luck         | Quarterback       | Stanford         | Indianapolis Colts   | 2019  |                                                                             |
| 2013 | Eric Fisher         | Offensive Tackle  | Central Michigan | Kansas City Chiefs   | 2022  |                                                                             |
| 2014 | Jadeveon Clowney    | Defensive End     | South Carolina   | Houston Texans       | aktiv |                                                                             |
| 2015 | Jameis Winston      | Quarterback       | Florida State    | Tampa Bay Buccaneers | aktiv |                                                                             |
| 2016 | Jared Goff          | Quarterback       | California       | Los Angeles Rams     | aktiv |                                                                             |
| 2017 | Myles Garrett       | Defensive End     | Texas A&M        | Cleveland Browns     | aktiv |                                                                             |
| 2018 | Baker Mayfield      | Quarterback       | Oklahoma         | Cleveland Browns     | aktiv |                                                                             |
| 2019 | Kyler Murray        | Quarterback       | Oklahoma         | Arizona Cardinals    | aktiv |                                                                             |
| 2020 | Joe Burrow          | Quarterback       | LSU              | Cincinnati Bengals   | aktiv |                                                                             |
| 2021 | Trevor Lawrence     | Quarterback       | Clemson          | Jacksonville Jaguars | aktiv |                                                                             |
| 2022 | Travon Walker       | Defensive End     | Georgia          | Jacksonville Jaguars | aktiv |                                                                             |
| 2023 | Bryce Young         | Quarterback       | Alabama          | Carolina Panthers    | aktiv |                                                                             |
| 2024 | Caleb Williams      | Quarterback       | USC              | Chicago Bears        | aktiv |                                                                             |
| 2025 | Cam Ward            | Quarterback       | Miami (FL)       | Tennessee Titans     | aktiv |                                                                             |